# Great Musgrave
Great Musgrave – wieś w Anglii, w Kumbrii, w dystrykcie (unitary authority) Westmorland and Furness, w civil parish Musgrave. Leży 56 km na południowy wschód od miasta Carlisle i 366 km na północny zachód od Londynu. W 1891 roku civil parish liczyła 175 mieszkańców.